# 山口桂三郎
山口 桂三郎（やまぐち けいざぶろう、1928年11月3日 - 2012年1月17日）は、日本の美術史家。立正大学名誉教授。クリスティーズ・ジャパン代表取締役社長の山口桂は実子。

## 来歴
東京府生まれ。明治大学大学院史学専攻博士課程中退。立正大学教授、2004年「浮世絵における美人・役者絵の史的研究」で立正大学文学博士。1999年定年退任、名誉教授。
日本浮世絵協会の設立に尽力し、理事長を経て、国際浮世絵学会に改称後は会長を務めた。また、櫛形町立春仙美術館（現・南アルプス市立春仙美術館）館長を務めた。
2012年1月17日、心不全のため死去。83歳没。

## 著書
- 広重 （三彩社 (東洋美術選書) 1969年）
- 浮世絵概論 （言論社 1978年5月）
- 西洋美術史 （蒼洋社 1988年5月）
- 浮世絵の歴史 美人絵・役者絵の世界 （三一書房 1995年1月／講談社学術文庫 2017年6月）

## 共編著
- 浮世絵名作選集 19 江戸名所 （日本浮世絵協会編 山田書院 1968年11月）
- 写楽新研究 （近藤喜博、諏訪春雄共著 東出版 1972年）
- 浮世絵大系 7 写楽 （編集制作:座右宝刊行会 集英社 1973年）
- 浮世絵大系 11 広重 （編集制作:座右宝刊行会 集英社 1974年）
- 浮世絵聚花 4 シカゴ美術館 1 （鈴木重三共著 小学館 1979年6月）
- 浮世絵聚花 11 大英博物館 （楢崎宗重共著 小学館 1979年2月）
- 浮世絵聚花 12 ギメ東洋美術館・パリ国立図書館 （小学館 1980年3月）
- 原色浮世絵大百科事典 第6-9巻 （浅野秀剛共著 大修館書店 1980年-1982年）
- 資料と図録による日本絵画史 室町・桃山・江戸篇 （大学教育社 1981年9月）
- 浮世絵八華 2 清長 （平凡社 1985年5月）
- 絵画 （小沢弘共著 大学教育社 (日本の古典美術) 1986年1月）
- 浮世絵 （永田生慈共著 ブレーン出版 1990年4月）
- 名品揃物浮世絵 5 写楽 春草・春好・春英・艶鏡 （ぎょうせい 1991年8月）
- 名品揃物浮世絵 11 広重 2 (道中物) （ぎょうせい 1991年12月）
- 名品揃物浮世絵 3 歌麿 1 (初期から寛政期まで) （ぎょうせい 1991年1月）
- 名品揃物浮世絵 12 広重 3 (諸国名産物) （ぎょうせい 1992年4月）
- 写楽の全貌 （東京書籍 1994年3月）
- 浮世絵の現在 （勉誠出版 1999年3月）
- 東洲斎写楽 （浅野秀剛、諏訪春雄共著 小学館 2002年4月）